# 시계자리 은하단
시계자리 은하단(영어: Horologium Cluster)은 시계자리에 있는 은하단이다. 잘 알려져 있지 않고, 아이벨 은하단 목록에도 올라와 있지 않다.